# Gran Premi de Denain 2023
El Gran Premi de Denain 2023 va ser la 64a edició del Gran Premi de Denain. Es disputà el 16 de març de 2023 sobre un recorregut de 194,7 km amb sortida i arribada a Denain. La cursa formava part de l'UCI Europa Tour amb una categoria 1.HC.
El vencedor final fou el colombià Sebastián Molano (UAE Team Emirates),, que s'imposà a l'esprint a Tim van Dijke (Team Jumbo-Visma) i Timo Kielich (Alpecin-Deceuninck), segon i tercer respectivament.

## Equips
L'organització convidà a 19 equips a prendre part en aquesta edició del Gran Premi de Denain.
| WorldTeams (9)- AG2R Citroën Team - Alpecin-Deceuninck - Cofidis - Groupama-FDJ - Intermarché-Circus-Wanty - Jumbo-Visma - Arkéa-Samsic - Trek-Segafredo - UAE Team Emirates ProTeams (7)- Bingoal WB - Human Powered Health - Lotto Dstny - Q36.5 Pro Cycling Team - Team Corratec - Team Flanders-Baloise - TotalEnergies Equips continentals (3)- CIC U Nantes Atlantique - Saint Michel-Mavic-Auber 93 - Go Sport-Roubaix Lille Métropole |
| |

## Classificació final
| \| Classificació general \| Classificació general \| Classificació general \| Classificació general \| Classificació general \| \| Corredor \| Corredor \| Equip \| Temps \| \| \| --------------------- \| -------------------------- \| --------------------------- \| --------------------- \| --------------------- \| \| 1r \| Sebastián Molano Benavides \| UAE Team Emirates \| 4h 37' 54" \| \| \| 2n \| Tim Van Dijke \| Jumbo-Visma \| + 0" \| \| \| 3r \| Timo Kielich \| Alpecin-Deceuninck \| + 0" \| \| \| 4t \| Edvald Boasson Hagen \| TotalEnergies \| + 0" \| \| \| 5è \| Mikkel Bjerg \| UAE Team Emirates \| + 5" \| \| \| 6è \| Samuel Watson \| Groupama-FDJ \| + 9" \| \| \| 7è \| Milan Menten \| Lotto Dstny \| + 12" \| \| \| 8è \| Taco van der Hoorn \| Intermarché-Circus-Wanty \| + 14" \| \| \| 9è \| Thomas Gachignard \| Saint Michel-Mavic-Auber 93 \| + 17" \| \| \| 10è \| Paul Lapeira \| AG2R Citroën Team \| + 17" \| \| |                            |                             |            |
| |                            |                             |            |
| Font: ProCyclingStats |                            |                             |            |
| Classificació general |                            |                             |            |
| Corredor | Corredor                   | Equip                       | Temps      |
| 1r | Sebastián Molano Benavides | UAE Team Emirates           | 4h 37' 54" |
| 2n | Tim Van Dijke              | Jumbo-Visma                 | + 0"       |
| 3r | Timo Kielich               | Alpecin-Deceuninck          | + 0"       |
| 4t | Edvald Boasson Hagen       | TotalEnergies               | + 0"       |
| 5è | Mikkel Bjerg               | UAE Team Emirates           | + 5"       |
| 6è | Samuel Watson              | Groupama-FDJ                | + 9"       |
| 7è | Milan Menten               | Lotto Dstny                 | + 12"      |
| 8è | Taco van der Hoorn         | Intermarché-Circus-Wanty    | + 14"      |
| 9è | Thomas Gachignard          | Saint Michel-Mavic-Auber 93 | + 17"      |
| 10è | Paul Lapeira               | AG2R Citroën Team           | + 17"      |